# Skräddarbacken
Skräddarbacken är en stadsdel i Borlänge belägen i den västra delen av tätorten. Den ligger ca 4 km från stadens centrum och är omgiven av kuperad skogsmiljö. Det finns goda cykel- och bussförbindelser med Borlänge centrum. Skräddarbacken ligger på Tjärnaberget. Vid bergets fot ligger Skräddarbackens by.

## Historia
Namnet Skräddarbacken kommer från att man förr skrädde malmen, det vill säga att man rensade bort gråberget från järnmalmen. Gatorna i Skräddarbacken har namn efter kända personer i Borlänge; exempelvis ligger skolan vid Frostmors väg. Det finns rester av husgrunden kvar från Frostmors (Anna Ersdotter) stuga intill den nuvarande skolan.

## Bostäder
Det bor över 4000 personer i Skräddarbacken och det finns drygt 1500 bostäder. Av dem är ca 300 hyreslägenheter men de flesta bostäderna är småhus, närmare 800 st, de flesta är belägna på  Lapp Anders väg, med utsikt ända till Romme Alpin. Namnet Lapp Anders kommer från samen Anders Jonsson som kallades just så. Han var vägvisare till ingenjör Olof Forsgren, som anlade ett järnbruk vid sjön Noran. Lapp Anders dog 1811.

## Sysselsättning
I Skräddarbacken finns 180 arbetsplatser, de flesta inom skolan. Inom området finns Skräddarbacksskolan med F-6 samt tre förskolor och fritidsgård. Vandringsleder och skidleder samt elljusspår och motionsspår finns. Det är cykelavstånd till sjöarna Dammyran och Lilldammen och äldre sevärda fäbodar.

## Idrott
Skräddarbacken har ett innebandylag, Skräddarbackens IF, som inte spelar i någon serie ännu. Orienteringsklubben Stora Tuna OK  har sin klubbstuga i Skräddarbacken, nära skolan.